# La caja de malaquita

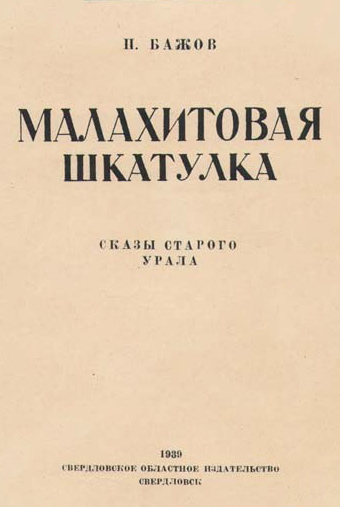
Página de título de la 1.ª edición de La Caja de Malaquita, en 1939.

La caja de malaquita, El ataúd de malaquita, o, a veces también, El joyero de malaquita (en ruso: Малахитовая шкатулка, tr. Malajítovaya Shkatulka, IFA: mɐləˈxʲitəvɐjə ʂkɐˈtulkə]) es una recopilación de cuentos de hadas y cuentos populares (también conocidos como skaz) de la región de los Urales de Rusia, compilado por Pável Bazhov y publicado de 1936 a 1945. Está escrito en un lenguaje contemporáneo y combina elementos de la vida cotidiana con personajes fantásticos. Fue galardonado con el premio Stalin en 1942. Las historias de Bazhov se basan en la tradición oral de los mineros y buscadores de oro.
En los años 30, el Partido Comunista de la Unión Soviética alentó enormemente el interés por el pasado del país y del pueblo, prestando mucha atención al desarrollo de la ciencia histórica. Mediante la imitación del folklore ruso, buscaban crear historias de inspiración proletaria, en una forma de realismo social en la que los héroes, en lugar de ser animales fantásticos, serían líderes como Lenin o Stalin. Maksim Gorki, quien había recordado en el primer Congreso de los Escritores Soviéticos que "el arte de las palabras comienza con el folclore", animó a coleccionarlo y estudiarlo, publicando libros tales como La Historia de las Fábricas y las Plantas (en ruso: История фабрик и заводов, tr. Istorija fabrik i zavodov) con el apoyo del Partido. Es en este contexto que los cuentos de Pavel Bazhov lograron alcanzar, a pesar de la censura presente durante el gobierno de Stalin.
La primera edición de La caja de malaquita se publicó el 28 de enero de 1939. Constaba de 14 cuentos y una introducción, que contenía alguna información sobre la vida, la industria y la cultura de los Urales y que el autor trató de incluir en cada edición de la colección. Las versiones posteriores contenían más de 40 historias. No todos los cuentos son igualmente populares hoy en día. Los cuentos más populares fueron escritos entre 1936 y 1939: "La Señora de la Montaña de Cobre" (ver en inglés) y su continuación "El Ataúd de Malaquita", "La Flor de Piedra" y su continuación "El Maestro Artesano", "Pezuña de Plata", "Orejas de Gato", "El Pozo de Sinyushka", "Las Suelas de las Botas del Gerente". Entre las historias posteriores, son populares "Una frágil ramita" (1940), "La lechería de fuego" (1940), "El espejo de Tayutka" (1941), "Ivanko Krylatko" (1943), "La chispa de la vida" (1943). Los personajes del folclore de los Montes Urales, como la mencionada Señora de la Montaña de Cobre, alcanzaron especial relevancia precisamente por aparecer en esta recopilación.